# Corythalia hadzji
Corythalia hadzji là một loài nhện trong họ Salticidae.
Loài này thuộc chi Corythalia. Corythalia hadzji được Lodovico di Caporiacco miêu tả năm 1947.